# Inocybe glabrescens
Inocybe glabrescens är en svampart som beskrevs av Velen. 1920. Inocybe glabrescens ingår i släktet Inocybe och familjen Inocybaceae.   Inga underarter finns listade i Catalogue of Life.